# Dicranoptycha freidbergi
Dicranoptycha freidbergi là một loài ruồi trong họ Limoniidae. Chúng phân bố ở miền Cổ bắc.